# Aeropuerto de Zinder
El aeropuerto de Zinder (IATA: ZND, OACI: DRZR) es un aeropuerto ubicado en la ciudad de Zinder, en Níger.
Es un aeropuerto civil y público, gestionado por el gobierno nacional. Aunque se autodesigna localmente como "aeropuerto internacional", generalmente solamente recoge vuelos nacionales de Niger Airlines que lo enlazan con el Aeropuerto Internacional Diori Hamani de la capital nacional Niamey, desde el cual se puede acceder a varios aeropuertos africanos y a París. Está formado por una única pista de asfalto de 1825 metros de longitud.
Se ubica en el suroeste de la ciudad, al oeste de la salida de la carretera RN11 que lleva a Kano pasando por Magaria.